# Lammermoori Lucia
A Lammermoori Lucia (olasz nyelven Lucia di Lammermoor) Gaetano Donizetti egyik háromfelvonásos tragikus operája (dramma tragico). Szövegét Salvadore Cammarano írta, Walter Scott A lammermoori nász című történelmi regénye alapján. Ősbemutatójára 1835. szeptember 26-án került sor Nápolyban, a Teatro di San Carlóban. Magyarországon a Nemzeti Színházban 1846. augusztus 4-én, az operaházban pedig 1885. június 25-én mutatták be először. A Donizetti által átírt francia változatot (Lucie di Lammaermoor) 1839. augusztus 6-án mutatták be a párizsi Théâtre de la Renaissance-ban. Ez utóbbit ritkábban játsszák.
Walter Scott művének nem ez az első megzenésítése. 1829-ben mutatták be Párizsban Michele Carafa A lammermoori nász (Le nozze di Lammermoor) c., szintén olasz nyelvű operáját, aminek librettója jobban ragaszkodik a regényhez, mint Cammaranóé. Donizetti eredeti hangszerelésében Lucia híres őrülési jelenetét üvegharmonika kíséri, amit kényelmi okokból helyettesítettek az operai gyakorlatban fuvolával.

## Szereplők
| Szereplő                             | Hangfekvés   |
| ------------------------------------ | ------------ |
| Lord Enrico Ashton                   | bariton      |
| Lucia, a húga                        | szoprán      |
| Edgardo, Ravenswood hercege          | tenor        |
| Lord Arturo Bucklaw, Lucia vőlegénye | tenor        |
| Raimondo Bidebent, káplán            | basszus      |
| Alisa, Lucia társalkodónője          | mezzoszoprán |
| Normanno, az őrség parancsnoka       | tenor        |

## Cselekménye
Helyszín: Skócia
Idő: 1669

### Első felvonás

#### Első kép
Helyszín: a Ravenswood-kastély tornáca
Normanno, a ravenswoodi őrség parancsnoka utasítja fegyvereseit: kutassák át a szomszédos wolfrage-i vártorony környékét, mivel az a hír járja, hogy a romok között egy ismeretlen lovag bujdosik. Megérkezik Enrico, az Ashton-ház feje, aki továbbra is tart Edgardo Ravenswoodtól, akinek apját megölte, családjának vagyonát pedig elkobozta. Mivel az Ashton-ház hatalma meggyengült és az új skót király pártfogását sem élvezi, Enrico úgy dönt, hogy húgát Luciát feleségül adja Arturo Bucklawhoz, aki nagy kegyben áll az uralkodónál. Lucia nevelője, Raimond azonban még korainak tartja a tervet. Normanno elmeséli Enricónak, hogy Lucia szerelmes egy életét megmentő lovagba, aki nem más mint Edgardo Ravenswood. Megérkeznek a katonák, akik tudatják Enricóval, hogy a romok között bujkáló lovag nem más, mint Edgardo. Lord Ashton bosszút forral.

#### Második kép
Helyszín: a Ravenswood-kastély kertje
Lucia társalkodónőjével, Alisával a kastély mögötti kertben várja Edgardot. Elmondja Alisának, hogy egyik Ravenswood-ős a csermely partján ölte meg hitvesét. A szerencsétlen asszonynak a forrás vize lett a sírja. Lucia látta is a meggyilkolt kísértő szellemét. Alisa szerint ez intő jel és óvja úrnőjét, hogy vigyázzon életére. Megérkezik Edgardo, aki tudatja Luciával, hogy el akarja hagyni az országot, de előbb ki szeretne békülni ellenségeivel az Ashtonokkal és ennek zálogául nőül kérné őt. Lucia azonban jobban ismeri bátyját: a találkozásból csak halálos viadal lenne. Ezért azt javasolja, hogy egyelőre tartsák titokban szerelmüket. Edgardo a lány ujjára húzza gyűrűjét és örök hűségét kéri. Lucia boldogan fogadja.

### Második felvonás

#### Első kép
Helyszín: Lord Ashton lakosztálya
Enrico elérkezettnek látja az időt, hogy tervét megvalósítsa és Luciát feleségül adja Arturo Bucklawhoz, ami nemcsak új vagyont és hatalmat jelent majd, hanem a királyi udvar pártfogását is. Enrico ismeri húga állhatatos, hűséges szívét és egy hamis levelet mutat meg Luciának, mely Edgardo hűtlenségéről tanúskodik. Lucia összeroppan a hazug hír súlya alatt. Közben gyülekeznek a vendégek, megérkezik a vőlegény is. Lucia azonban habozik, hiszen az eskü, az Edgardonak adott szó ott ég a szívében. Enrico azonban végképp megtöri ellenállását: ha Lucia nem megy férjhez Arturóhoz, az Ashtonokra halál vár.

#### Második kép
Helyszín: a Ravenswood-kastély terme
A Ravenswood-kastély termében összegyűlnek az esküvői vendégek. Lelkesen fogadják Arturót, a vőlegényt, hiszen az Asthon-ház rokonai, barátai mind őtőle várják sorsuk jobbra fordulását. Megjelenik a holtsápadt Lucia is, aki szinte összeroskad. Éppen csak aláírják a házassági szerződést, megérkezik Edgardo, aki meglátja az aláírt házassági szerződést, Lucia hűtlenségének bizonyítékát. Lucia szót szeretne váltani elhagyott jegyesével, de Edgardót elönti a vak düh, rátipor a gyűrűre, szerelmük jelképére, aztán iszonyatos szavakkal illeti hűtlennek vélt jegyesét. Lucia a rémülettől összeroskad. Edgardóra katonák támadnak, így távozni kényszerül.

### Harmadik felvonás

#### Első kép
Helyszín: Farkas-bérc
Enrico meglátogatja Edgardót és párbajra hívja. Tudatja vele, hogy Lucia már nászéjszakáját tölti. Edgardo elfogadja a párbajfelhívást és megegyeznek, hogy találkoznak majd a Ravenswood-sírbolt mellett, a Farkas-bércen.

#### Második kép
Helyszín: a Ravenswood-kastély terme
A vendégek, a barátok még mindig az esküvőt ünneplik. Raimondo érkezik, aki szörnyű hírt hoz: Lucia megtébolyodott és nászéjszakáján megölte férjét, Arturo Bucklawt. Érkezik Lucia is. Arcán az őrület és az öntudatlan boldogság félelmetes ragyogása. A leány azt hiszi, még mindig Edgardo menyasszonya, de álomképeit hamarosan szétkergetik az őrület árnyai. Ismét látja a forrás kísértő szellemét, aki szétválasztja a hűséges szerelmeseket. Aztán újra a boldogság képei csillannak fel előtte. Hallani véli az esküvői kórust, a harangokat, még a tömjén füstjét is érzi, és látja a fáklya lobogását. Kéri Edgardo-t, nyújtsa a kezét. Végül a sírról, a saját sírjáról vizionál - és megöli magát.

#### Harmadik kép

Illusztráció a harmadik felvonás harmadik képéhez

Helyszín: a Ravenswood-család sírboltja
Edgardo ősei sírboltja előtt búcsúzik életétől és várja Enricót a párbajra. Az esküvői vendégek hozzák a szörnyű hírt: Lucia meghalt, de utolsó gondolata Edgardóhoz szólt. Edgardo rohanna a kastélyba, de Raimondo útját állja. Edgardo tőrt ránt és öngyilkos lesz.

## Híres részletek
- Cruda, funesta smania – Enrico áriája (első felvonás)
- La pietade in suo favour – Enrico áriája (első felvonás)
- Quando rapito in estasi – Lucia áriája (első felvonás)
- Regnava nel silenzio – Lucia áriája (első felvonás)
- Ah, cedi, cedi! – Raimondo áriája (második felvonás)
- Al ben dei tuoi qual vittima - Raimondo áriája (második felvonás)
- Chi mi frena in tal momento? – Szextett (Edgardo, Enrico, Lucia, Raimondo, Artur, Alisa, kar) (második felvonás)
- Dalle stanze, ove Lucia – Raimondo áriája (harmadik felvonás)
- Il dolce suono – Őrülési jelenet (Lucia) (harmadik felvonás)
- Tu che a Dio spiegasti l'ali – Edgardo áriája (harmadik felvonás)
- Tombe degl'avi miei – Edgardo áriája (harmadik felvonás)

## Megjelenése más művekben
- Gustave Flaubert Bovaryné c. regényében (II. rész, 15. fejezet) a főhősnő élete első operaélménye az 1. felvonás, az író alapos leírást ad az opera cselekményének és zenéjének Emmára gyakorolt hatásáról.
- Az ötödik elem című 1997-es francia sci-fiben Diva Plavalaguna, a földönkívüli opera énekesnő a Lammermoori Lucia egyik részletét adja elő még A díva tánca című áriája előtt a Fhloston bolygó körüli pályára állt űrhajón.